# Otto Weidt
Otto Weidt, né le 2 mai 1883 à Rostock et mort le 22 décembre 1947 à Berlin, a été reçu « Juste parmi les nations ».

## Biographie
Otto Weidt grandit à Berlin où s'est installée sa famille, il y apprend le métier de son père, tapissier. Pacifiste convaincu, ses problèmes auditifs lui évitent de participer à la Première Guerre mondiale.
Au début des années 1940, il crée à l'adresse Rosenthaler Straße 39 un atelier de fabrication de balais et de brosses classé wehrwichtiger Betrieb – entreprise importante pour l'effort militaire – car il vend l'essentiel de sa production à la Wehrmacht. Sa collaboratrice principale est Hedwig Porschütz, qui sera reconnue Juste parmi les nations en 2012.
La plupart des collaborateurs, mal-voyants ou sourds-muets, sont juifs ; Weidt leur évite la déportation en leur procurant de faux papiers et en achetant certaines complicités. Inge Deutschkron est une de celles qui lui doivent la vie, tout comme Alice Licht, déportée au camp d'Auschwitz : Weidt n'hésite pas à y proposer ses produits pour établir le contact. Déplacée au camp de Groß-Rosen, elle réussit à s'enfuir et à se réfugier dans une chambre louée à cet effet par Otto Weidt.
Il a également caché pendant neuf mois la famille Horn dans une pièce qu'on peut encore voir au fond de l'atelier devenu aujourd'hui un lieu de mémoire. Après la guerre, Weidt a déployé son énergie pour faire construire un orphelinat et une maison pour personnes âgées afin d'y accueillir les survivants des camps de concentration.

## Honneurs posthumes
- 1971: Juste parmi les nations, par Yad Vashem[2].
- Depuis 1993, et à l'initiative de Inge Deutschkron, l'entrée du 39 de la Rosenthaler Straße porte une plaque en l'honneur de Otto Weidt, et depuis 1994, le cimetière de Zehlendorf lui rend hommage par un tombeau honorifique. Son atelier devenu musée et Mémorial des héros silencieux est pris en charge par le Mémorial de la Résistance Allemande (Gedenkstätte Deutscher Widerstand).
- Toujours sur l'initiative d'Inge Deutschkron, la construction d'une place dans l'Europacity, à Berlin-Mitte, a débuté en 2018. Cette place a été nommée Otto-Weidt-Platz.
- La construction des bâtiments bordant la place, tant du côté nord (numéros 1 à 13) que du côté sud (numéros 2 à 16), a été achevée au printemps 2023. Cependant, l'aménagement de la place elle-même reste en grande partie inachevé. Seul environ un cinquième de la surface, du côté de la Heidestraße, est accessible au public sous forme de parc. Le reste de la place demeure derrière une clôture de chantier, à l'état non aménagé (situation en juin 2023). Un sentier la relie toutefois au Golda-Meir-Steig, qui traverse le canal de navigation Berlin-Spandau.
- Les panneaux de signalisation aux deux coins de l’Otto-Weidt-Platz, là où il croise la Heidestraße, portent des plaques biographiques indiquant : « Otto Weidt, propriétaire d’un atelier pour aveugles, opposant au national-socialisme, sauveur de Juives et de Juifs, né en 1883, mort en 1947 ».
- L’immeuble de onze étages situé à l’angle sud de la place porte le nom de Weidt Park Corner, tandis que l’arrêt de bus de la ligne 147, situé à l’angle nord, s’appelle également Otto-Weidt-Platz et relie ce dernier à la gare centrale de Berlin en trois minutes. De cet arrêt de bus, il ne faut que quelques pas vers le nord pour atteindre la Hedwig-Porschütz-Straße, nommée en l'honneur d'une collaboratrice d’Otto Weidt.

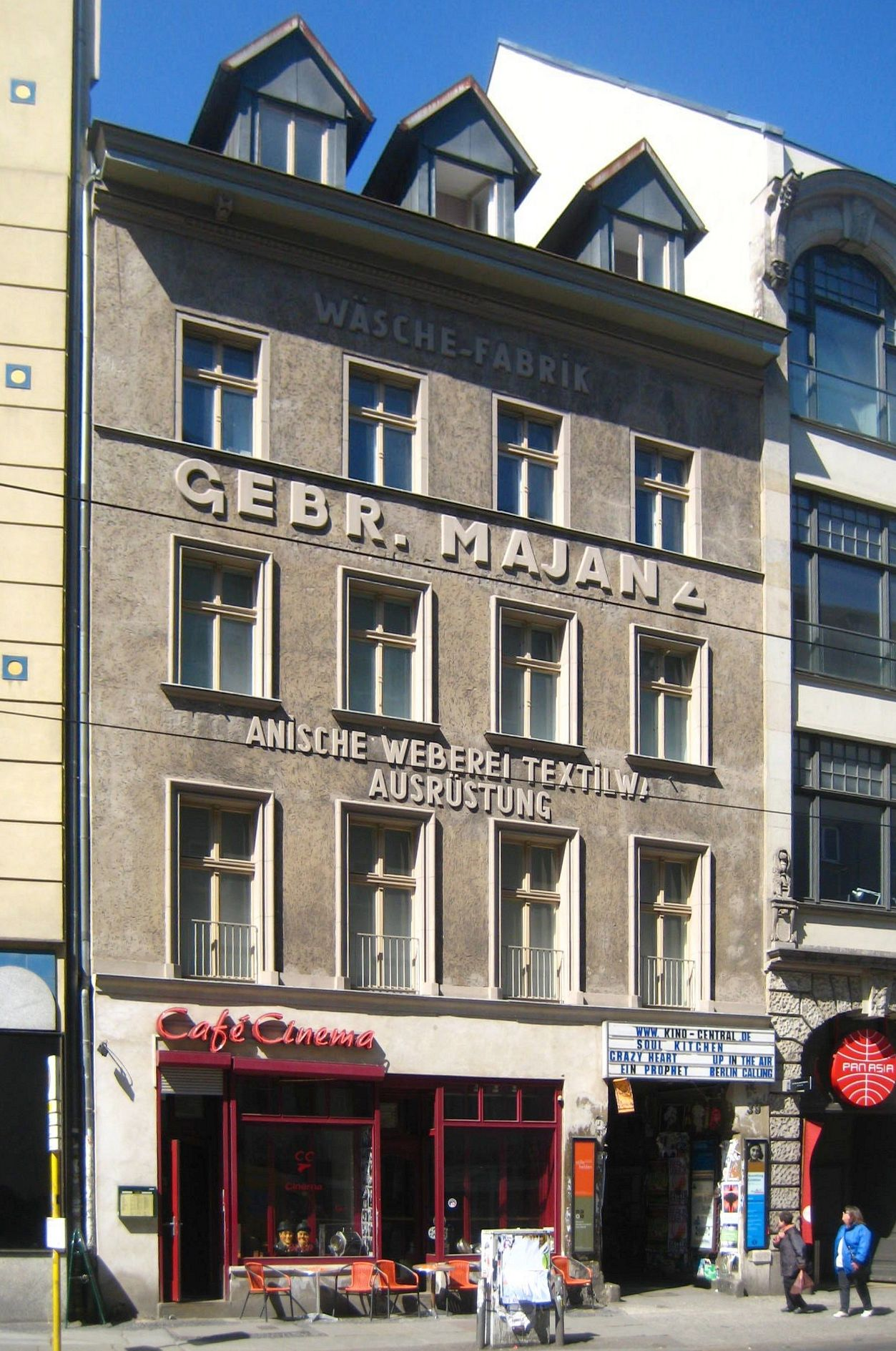
Rosenthaler Strasse 39 à Berlin.
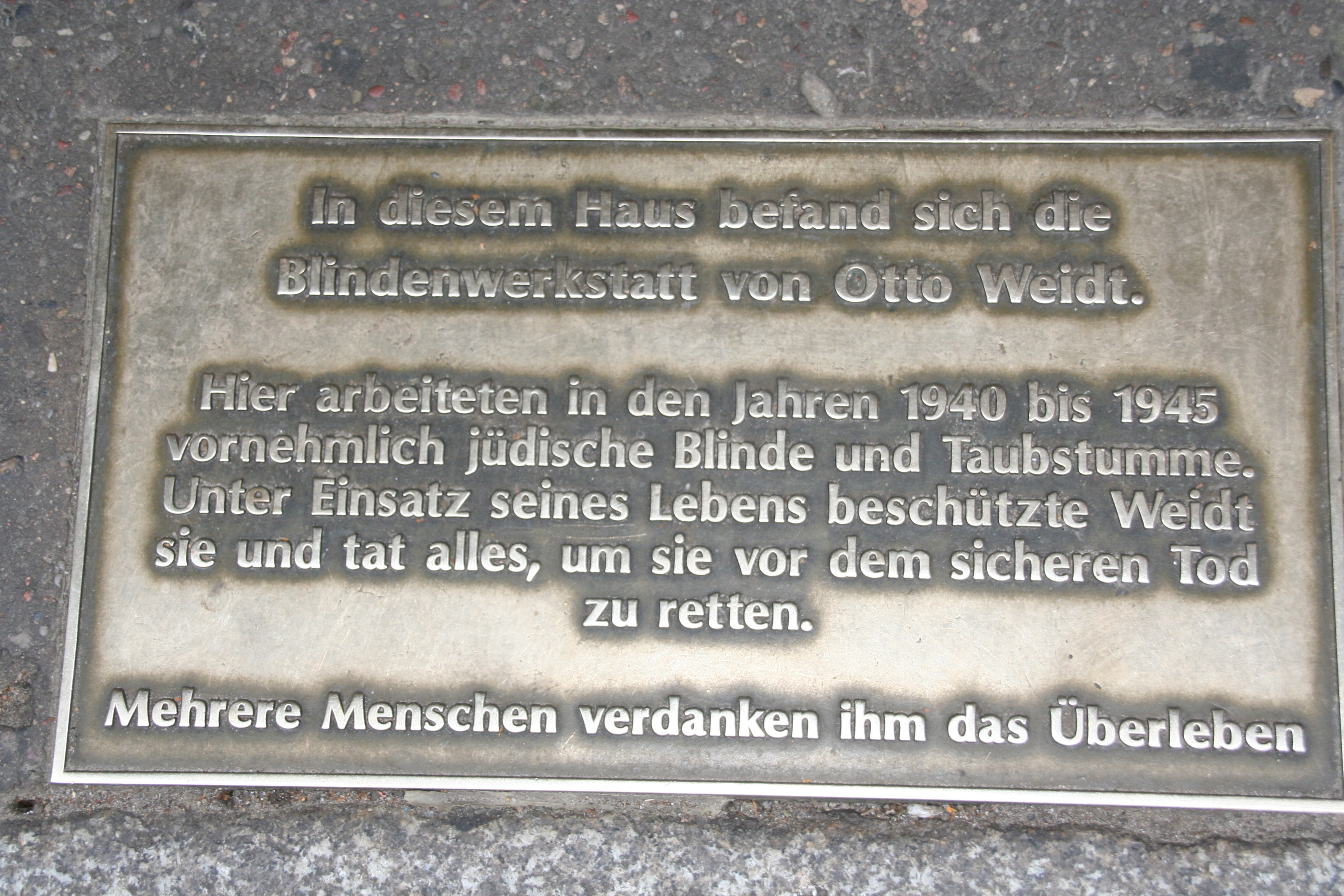
Plaque à l'entrée du 39 de la Rosenthaler Straße : « Dans cette maison se trouvait l'atelier pour aveugles de Otto Weidt. Ici travaillèrent de 1939 à 1945 des aveugles et des sourds-muets, juifs pour la plupart ; Weidt les protégea au péril de sa vie et fit tout pour les sauver d'une mort certaine. Plusieurs personnes lui doivent d'avoir survécu. »
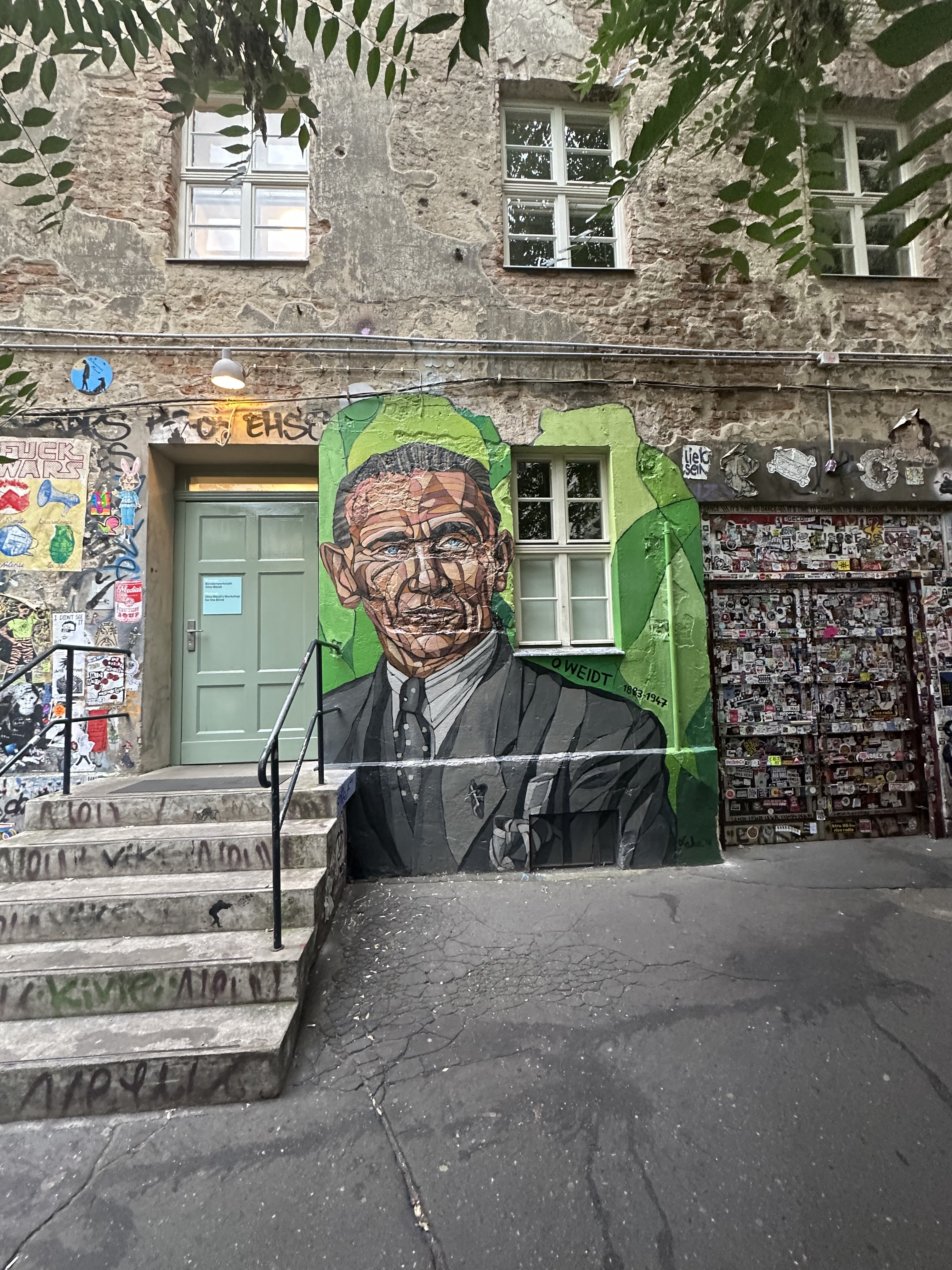
Street Art, Berlin Mitte